# Campeonato Mundial de Voleibol Masculino Sub-21 de 2001
O Campeonato Mundial de Voleibol Masculino Sub-21 de 2001 foi a 11ª edição da competição, disputada entre 16 seleções mundiais, no período 11 a 13 de agosto  de 2001, sendo realizada em  Wroclaw, na Polônia.
A edição foi vencida pela Seleção Brasileira que conquistou seu segundo título na categoria e o time vice-campeão foi a Seleção Russa

## Equipes qualificadas
| Torneio de qualificação.                 | ! Data                      | Sede             | Vagas | Qualificados   | Última participação |
| ---------------------------------------- | --------------------------- | ---------------- | ----- | -------------- | ------------------- |
| País-sede                                | 2001                        | Lausana          | 1     | Polônia        | 1999                |
| Campeonato Europeu Sub-21 de 2000        | 22 a 30 de agosto de 2000   | Catânia          | 3     | Rússia         | 1999                |
| Campeonato Europeu Sub-21 de 2000        | 22 a 30 de agosto de 2000   | Catânia          | 3     | Itália         | 1999                |
| Campeonato Europeu Sub-21 de 2000        | 22 a 30 de agosto de 2000   | Catânia          | 3     | França         | 1999                |
| Campeonato NORCECA de 2000               | agosto de 2000              | Havana           | 1     | Cuba           | 1993                |
| Campeonato Asiático de 2000              | 18 a 25 de agosto de 2000   | Teerã            | 4     | China          | 1995                |
| Campeonato Asiático de 2000              | 18 a 25 de agosto de 2000   | Teerã            | 4     | Arábia Saudita | 1987                |
| Campeonato Asiático de 2000              | 18 a 25 de agosto de 2000   | Teerã            | 4     | Japão          | 1993                |
| Campeonato Asiático de 2000              | 18 a 25 de agosto de 2000   | Teerã            | 4     | Coreia do Sul  | 1999                |
| Campeonato Sul-Americano de 2000         | 11 a 15 de setembro de 2000 | Cabimas          | 1     | Venezuela      | 1999                |
| Campeonato Africano de 2000              | 2000                        | Kélibia          | 1     | Egito          | 1999                |
| Qualificatório Amricano de 2001          | 16 a 20 de maio de 2001     | Desconhecido     | 2     | Brasil         | 1999                |
| Qualificatório Amricano de 2001          | 16 a 20 de maio de 2001     | Desconhecido     | 2     | Argentina      | 1993                |
| Qualificatório Europeu de 2000 (Grupo A) | 23 a 27 de maio de 2000     | Władysławowo     | 1     | Ucrânia        | 1999                |
| Qualificatório Europeu de 2000 (Grupo C) | 24 a 28 de maio de 2000     | 's-Hertogenbosch | 1     | Grécia         | 1997                |
| Qualificatório Europeu de 2000 (Grupo D) | 24 a 28 de maio de 2000     | Prešov           | 1     | Eslováquia     | Estreante           |
| Total                                    |                             |                  | 16    |                |                     |

## Locais dos jogos
| Local 1          |
| ---------------- |
| Wroclaw-Polônia  |
| Hala Orbita      |
| Capacidade:2 500 |

| Local 2          |
| ---------------- |
| Wroclaw-Polônia  |
| Hall 02          |
| Capacidade:1 000 |

## Formato de disputa
As 16 seleções participantes foram divididas proporcionalmente em  quatro grupos. As seleções jogaram dentro de seus respectivos grupos sistema de pontos corridos.
Ao final desta fase a quarta colocada de cada grupo foram eliminadas e finalizaram na décima terceira colocação. As três melhores colocadas classificaram-se para a segunda fase, sendo que a primeira colocada de cada grupo se enfrentou no playoff entre si, obedecendo aos índices desempenho na primeira fase, para definir as posições para as quartas de final (cabeça de chave), enquanto  os segundos e terceiros colocados se enfrentaram em playoff eliminatório e os vencedores seguem  para  as quartas de final  e os perdedores finalizaram na nona posição.
As equipes vencedoras das quartas de final disputaram as semifinais e as derrotadas definiram da quinta a oitava posição; as equipes vitoriosas das semifinais decidiram o título na grande final e as derrotadas competiram pelo bronze.

## Primeira fase
|  | Qualificados para o playoff de definição para cabeças de chave visando as quartas quartas de final |
|  | Qualificados para o playoff eliminatório visando as quartas de final                               |
|  | Décimo terceiro lugar                                                                              |

### Grupo A
Classificação
|     |            |     | Jogos | Jogos | Jogos | Pontos | Pontos | Pontos | Sets | Sets | Sets  |
| Pos | Equipe     | Pts | T     | V     | D     | V      | P      | R      | V    | P    | R     |
| --- | ---------- | --- | ----- | ----- | ----- | ------ | ------ | ------ | ---- | ---- | ----- |
| 1   | França     | 7   | 3     | 3     | 0     | 289    | 253    | 1.142  | 9    | 4    | 2.250 |
| 2   | Polônia    | 6   | 3     | 2     | 1     | 305    | 269    | 1.134  | 8    | 5    | 1.600 |
| 3   | Eslováquia | 4   | 3     | 1     | 2     | 254    | 271    | 0.937  | 5    | 7    | 0.714 |
| 4   | China      | 1   | 3     | 0     | 3     | 229    | 284    | 0.806  | 3    | 9    | 0.333 |

Resultados
| Data   | Hora  |            | Placar |               | Set 1 | Set 2 | Set 3 | Set 4 | Set 5 | Total  | Relatório |
| ------ | ----- | ---------- | ------ | ------------- | ----- | ----- | ----- | ----- | ----- | ------ | --------- |
| 11 ago | 00:00 | 'França '  | 3–0    | China         | 25–13 | 25–15 | 25–20 |       |       | 75–48  | 75–48     |
| 11 ago | 00:00 | 'Polônia ' | 3–0    | Eslováquia    | 27–25 | 25–22 | 25–21 |       |       | 77–68  | 77–68     |
| 12 ago | 00:00 | China      | 1–3    | ' Eslováquia' | 21–25 | 16–25 | 25–18 | 22-25 |       | 84–68  | 84–93     |
| 12 ago | 00:00 | 'França '  | 3–2    | Polônia       | 17–25 | 28–26 | 18–25 | 25-22 | 16-14 | 104–76 | 104–112   |
| 13 ago | 00:00 | Eslováquia | 2–3    | ' França'     | 16–25 | 15–25 | 25–20 | 27-25 | 10-15 | 93–70  | 93–110    |
| 13 ago | 00:00 | 'Polônia ' | 3–2    | China         | 25–16 | 26–28 | 25–27 | 25-18 | 15-8  | 116–71 | 116–97    |

### Grupo B
Classificação
|     |               |     | Jogos | Jogos | Jogos | Pontos | Pontos | Pontos | Sets | Sets | Sets  |
| Pos | Equipe        | Pts | T     | V     | D     | V      | P      | R      | V    | P    | R     |
| --- | ------------- | --- | ----- | ----- | ----- | ------ | ------ | ------ | ---- | ---- | ----- |
| 1   | Itália        | 9   | 3     | 3     | 0     | 247    | 204    | 1.211  | 9    | 1    | 9,000 |
| 2   | Japão         | 6   | 3     | 2     | 1     | 260    | 256    | 1.016  | 7    | 4    | 1.750 |
| 3   | Coreia do Sul | 3   | 3     | 1     | 2     | 205    | 219    | 0.936  | 3    | 6    | 0.500 |
| 4   | Ucrânia       | 0   | 3     | 0     | 3     | 224    | 257    | 0.872  | 1    | 9    | 0.111 |

Resultados
| Data   | Hora  |                  | Placar |               | Set 1 | Set 2 | Set 3 | Set 4 | Set 5 | Total | Relatório |
| ------ | ----- | ---------------- | ------ | ------------- | ----- | ----- | ----- | ----- | ----- | ----- | --------- |
| 11 ago | 00:00 | Coreia do Sul    | 0–3    | ' Japão'      | 17–25 | 24–26 | 22–25 |       |       | 63–76 | 63–76     |
| 11 ago | 00:00 | Ucrânia          | 0–3    | ' Itália'     | 24–26 | 19–25 | 16–25 |       |       | 59–76 | 59–76     |
| 12 ago | 00:00 | Japão            | 1–3    | ' Itália'     | 22–25 | 25–21 | 18–25 | 18-25 |       | 83–71 | 83–96     |
| 12 ago | 00:00 | 'Coreia do Sul ' | 3–0    | Ucrânia       | 25–21 | 30–28 | 25–19 |       |       | 80–68 | 80–68     |
| 13 ago | 00:00 | Ucrânia          | 1–3    | ' Japão'      | 25–17 | 21–25 | 19–25 | 32-34 |       | 97–67 | 97–101    |
| 13 ago | 00:00 | 'Itália '        | 3–0    | Coreia do Sul | 25–19 | 25–22 | 25–21 |       |       | 75–62 | 75–62     |

### Grupo C
Classificação
|     |                |     | Jogos | Jogos | Jogos | Pontos | Pontos | Pontos | Sets | Sets | Sets  |
| Pos | Equipe         | Pts | T     | V     | D     | V      | P      | R      | V    | P    | R     |
| --- | -------------- | --- | ----- | ----- | ----- | ------ | ------ | ------ | ---- | ---- | ----- |
| 1   | Rússia         | 9   | 3     | 3     | 0     | 232    | 175    | 1.326  | 9    | 0    | MAX   |
| 2   | Arábia Saudita | 6   | 3     | 2     | 1     | 236    | 218    | 1.083  | 6    | 4    | 1.500 |
| 3   | Argentina      | 3   | 3     | 1     | 2     | 199    | 219    | 0.909  | 3    | 6    | 0.500 |
| 4   | Tunísia        | 0   | 3     | 0     | 3     | 200    | 255    | 0.784  | 1    | 9    | 0.111 |

Resultados
| Data   | Hora  |                   | Placar |                   | Set 1 | Set 2 | Set 3 | Set 4 | Set 5 | Total | Relatório |
| ------ | ----- | ----------------- | ------ | ----------------- | ----- | ----- | ----- | ----- | ----- | ----- | --------- |
| 11 ago | 00:00 | Tunísia           | 0–3    | ' Rússia'         | 30–32 | 21–25 | 13–25 |       |       | 64–82 | 64–82     |
| 11 ago | 00:00 | Argentina         | 0–3    | ' Arábia Saudita' | 23–25 | 18–25 | 29–31 |       |       | 70–81 | 70–81     |
| 12 ago | 00:00 | 'Rússia '         | 3–0    | Arábia Saudita    | 25–17 | 25–18 | 25–22 |       |       | 75–57 | 75–57     |
| 12 ago | 00:00 | Tunísia           | 0–3    | ' Argentina'      | 22–25 | 19–25 | 22–25 |       |       | 63–75 | 63–75     |
| 13 ago | 00:00 | Argentina         | 0–3    | ' Rússia'         | 22–25 | 16–25 | 16–25 |       |       | 54–75 | 54–75     |
| 13 ago | 00:00 | 'Arábia Saudita ' | 3–1    | Tunísia           | 23–25 | 25–13 | 25–19 | 25-16 |       | 98–57 | 98–73     |

### Grupo D
Classificação
|     |           |     | Jogos | Jogos | Jogos | Pontos | Pontos | Pontos | Sets | Sets | Sets  |
| Pos | Equipe    | Pts | T     | V     | D     | V      | P      | R      | V    | P    | R     |
| --- | --------- | --- | ----- | ----- | ----- | ------ | ------ | ------ | ---- | ---- | ----- |
| 1   | Brasil    | 9   | 3     | 3     | 0     | 257    | 199    | 1.291  | 9    | 1    | 9,000 |
| 2   | Venezuela | 6   | 3     | 2     | 1     | 262    | 253    | 1.036  | 6    | 5    | 1.200 |
| 3   | Cuba      | 3   | 3     | 1     | 2     | 283    | 299    | 0.946  | 5    | 7    | 0.714 |
| 4   | Grécia    | 0   | 3     | 0     | 3     | 227    | 278    | 0.817  | 2    | 9    | 0.222 |

Resultados
| Data   | Hora  |           | Placar |              | Set 1 | Set 2 | Set 3 | Set 4 | Set 5 | Total  | Relatório |
| ------ | ----- | --------- | ------ | ------------ | ----- | ----- | ----- | ----- | ----- | ------ | --------- |
| 11 ago | 00:00 | Venezuela | 3–1    | Grécia       | 25–18 | 25–19 | 28–30 | 25-19 |       | 103–67 | 103–86    |
| 11 ago | 00:00 | 'Brasil ' | 3–1    | Cuba         | 25–18 | 25–23 | 31–33 | 25-18 |       | 106–74 | 106–92    |
| 12 ago | 00:00 | Grécia    | 1–3    | ' Cuba'      | 24–26 | 21–25 | 25–23 | 24-26 |       | 94–74  | 94–100    |
| 12 ago | 00:00 | Venezuela | 0–3    | ' Brasil'    | 18–25 | 18–25 | 24–26 |       |       | 60–76  | 60–76     |
| 13 ago | 00:00 | 'Brasil ' | 3–0    | Grécia       | 25–18 | 25–15 | 25–14 |       |       | 75–47  | 75–47     |
| 13 ago | 00:00 | Cuba      | 1–3    | ' Venezuela' | 20–25 | 22–25 | 25–23 | 24-26 |       | 91–73  | 91–99     |

## Segunda fase

### Playoff eliminatório
|  | Vencedores - qualificados para o playoff as quartas de final |
|  | Eliminados - Nono lugar                                      |

Resultados
| Data   | Hora  |              | Placar |                  | Set 1 | Set 2 | Set 3 | Set 4 | Set 5 | Total  | Relatório |
| ------ | ----- | ------------ | ------ | ---------------- | ----- | ----- | ----- | ----- | ----- | ------ | --------- |
| 15 ago | 00:00 | 'Cuba '      | 3–2    | Arábia Saudita   | 21–25 | 26–28 | 25–22 | 25-18 | 15-8  | 112–75 | 112–101   |
| 15 ago | 00:00 | 'Venezuela ' | 3–0    | Eslováquia       | 25–15 | 29–27 | 25–21 |       |       | 79–63  | 79–63     |
| 15 ago | 00:00 | Japão        | 1–3    | ' Argentina'     | 25–22 | 17–25 | 22–25 | 24-26 |       | 88–72  | 88–98     |
| 15 ago | 00:00 | Polônia      | 2–3    | ' Coreia do Sul' | 22–25 | 25–19 | 17–25 | 27-25 | 13-15 | 104–69 | 104–109   |

### Playoff definição
|  | Qualificados para as quartas de final |

| Data   | Hora  |           | Placar |           | Set 1 | Set 2 | Set 3 | Set 4 | Set 5 | Total  | Relatório |
| ------ | ----- | --------- | ------ | --------- | ----- | ----- | ----- | ----- | ----- | ------ | --------- |
| 15 ago | 00:00 | 'Itália ' | 3–2    | França    | 27–29 | 15–25 | 25–18 | 25-22 | 17-15 | 109–72 | 109–109   |
| 15 ago | 00:00 | Brasil    | 2–3    | ' Rússia' | 21–25 | 25–20 | 25–21 | 22-25 | 14-16 | 107–66 | 107–107   |

## Fase final

### Quartas de final
| Data   | Hora  |               | Placar |              | Set 1 | Set 2 | Set 3 | Set 4 | Set 5 | Total  | Relatório |
| ------ | ----- | ------------- | ------ | ------------ | ----- | ----- | ----- | ----- | ----- | ------ | --------- |
| 17 ago | 00:00 | 'Itália '     | 3–2    | Cuba         | 25–17 | 26–24 | 20–25 | 17-25 | 15-10 | 103–66 | 103–101   |
| 17 ago | 00:00 | Argentina     | 0–3    | ' Brasil'    | 15–25 | 21–25 | 17–25 |       |       | 53–75  | 53–75     |
| 17 ago | 00:00 | França        | 0–3    | ' Venezuela' | 22–25 | 25–27 | 23–25 |       |       | 70–77  | 70–77     |
| 17 ago | 00:00 | Coreia do Sul | 0–3    | ' Rússia'    | 16–25 | 27–29 | 16–25 |       |       | 59–79  | 59–79     |

### Classificação do 5º ao 8º lugares
| Data   | Hora  |         | Placar |                  | Set 1 | Set 2 | Set 3 | Set 4 | Set 5 | Total  | Relatório |
| ------ | ----- | ------- | ------ | ---------------- | ----- | ----- | ----- | ----- | ----- | ------ | --------- |
| 18 ago | 00:00 | 'Cuba ' | 3–1    | Argentina        | 25–17 | 17–25 | 25–21 | 25-20 |       | 92–63  | 92–83     |
| 18 ago | 00:00 | França  | 2–3    | ' Coreia do Sul' | 25–20 | 27–29 | 20–25 | 25-20 | 9-15  | 106–74 | 106–109   |

### Semifinais
| Data   | Hora  |           | Placar |           | Set 1 | Set 2 | Set 3 | Set 4 | Set 5 | Total  | Relatório |
| ------ | ----- | --------- | ------ | --------- | ----- | ----- | ----- | ----- | ----- | ------ | --------- |
| 18 ago | 00:00 | Itália    | 2–3    | ' Brasil' | 22–25 | 25–19 | 18–25 | 25-21 | 10-15 | 100–69 | 100–105   |
| 18 ago | 00:00 | Venezuela | 1–3    | ' Rússia' | 27–25 | 21–25 | 20–25 | 16-25 | 10-15 | 94–75  | 84–100    |

### Sétimo lugar
| Data   | Hora  |           | Placar |           | Set 1 | Set 2 | Set 3 | Set 4 | Set 5 | Total | Relatório |
| ------ | ----- | --------- | ------ | --------- | ----- | ----- | ----- | ----- | ----- | ----- | --------- |
| 19 ago | 00:00 | Argentina | 1–3    | ' França' | 17–25 | 25–23 | 22–25 | 15-25 |       | 79–73 | 79–98     |

### Quinto lugar
| Data   | Hora  |         | Placar |               | Set 1 | Set 2 | Set 3 | Set 4 | Set 5 | Total  | Relatório |
| ------ | ----- | ------- | ------ | ------------- | ----- | ----- | ----- | ----- | ----- | ------ | --------- |
| 19 ago | 00:00 | 'Cuba ' | 3–2    | Coreia do Sul | 25–18 | 23–25 | 23–25 | 25-16 | 19-17 | 115–68 | 115–101   |

### Terceiro lugar
| Data   | Hora  |        | Placar |              | Set 1 | Set 2 | Set 3 | Set 4 | Set 5 | Total | Relatório |
| ------ | ----- | ------ | ------ | ------------ | ----- | ----- | ----- | ----- | ----- | ----- | --------- |
| 19 ago | 00:00 | Itália | 0–3    | ' Venezuela' | 29–31 | 23–25 | 19–25 |       |       | 71–81 | 71–81     |

### Final
| Data   | Hora  |           | Placar |        | Set 1 | Set 2 | Set 3 | Set 4 | Set 5 | Total | Relatório |
| ------ | ----- | --------- | ------ | ------ | ----- | ----- | ----- | ----- | ----- | ----- | --------- |
| 19 ago | 00:00 | 'Brasil ' | 3–0    | Rússia | 25–17 | 25–18 | 25–23 |       |       | 75–58 | 75–58     |